# Adongo
Adongo est une localité située dans le département de Pô de la province du Nahouri dans la région Centre-Sud au Burkina Faso.

## Santé et éducation
Les centres de soins les plus proches d'Adongo sont les centres de santé et de promotion sociale (CSPS) et le centre médical (CMA) de Pô.
Le village possède une école primaire publique.